# St. Peter (Sinzig)

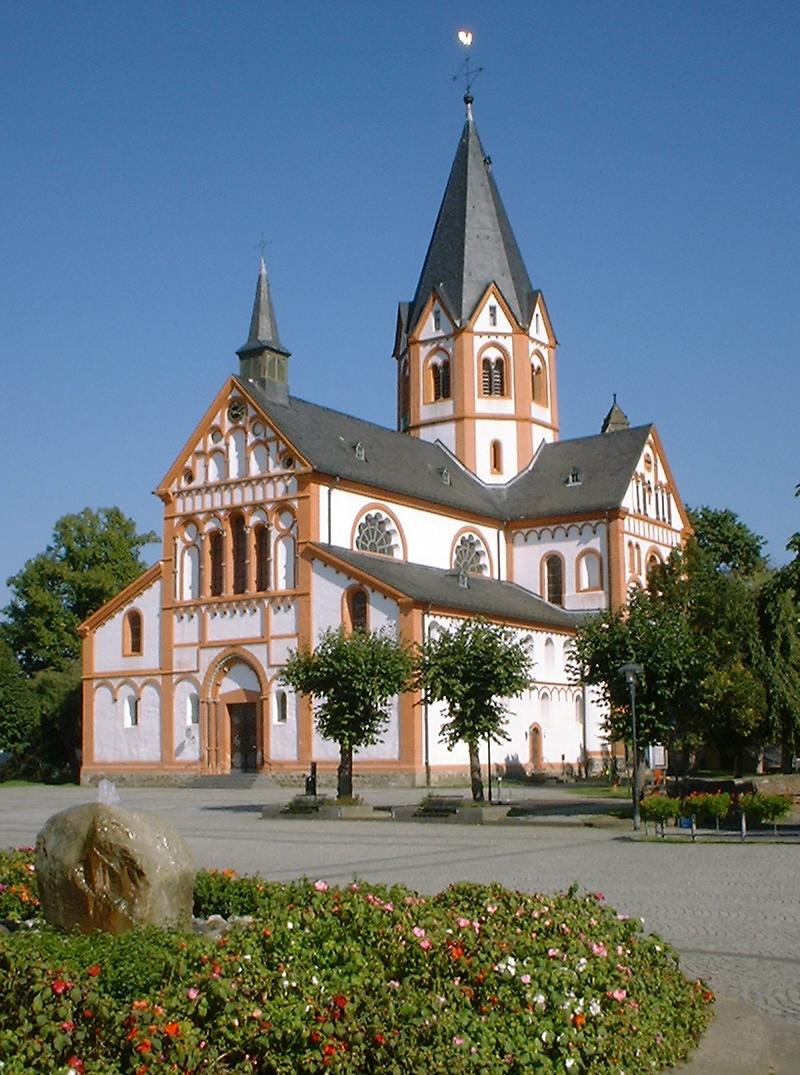
Die 1241 geweihte, spätromanische Sinziger Pfarrkirche St. Peter

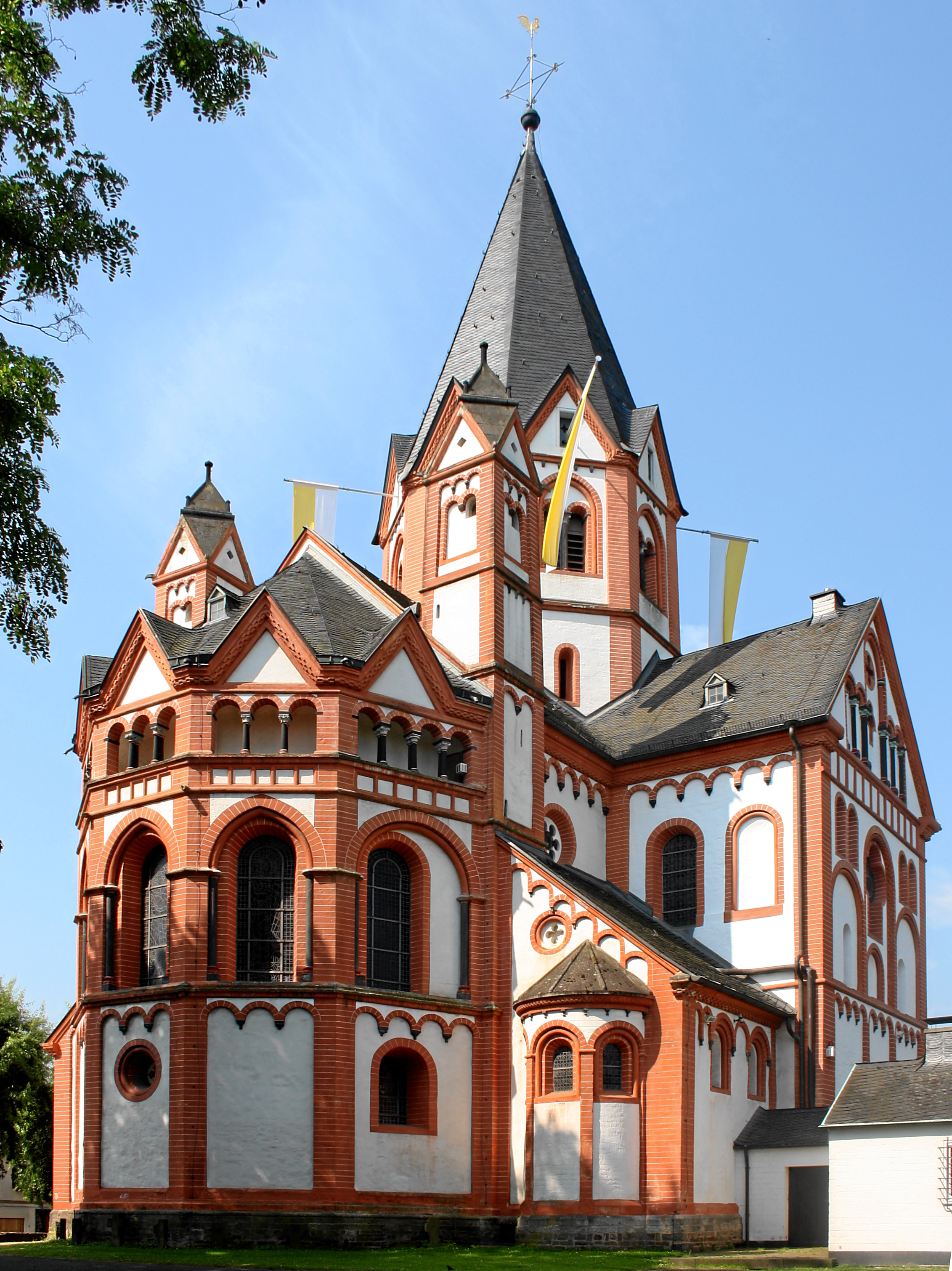
Pfarrkirche St. Peter, Ostteile

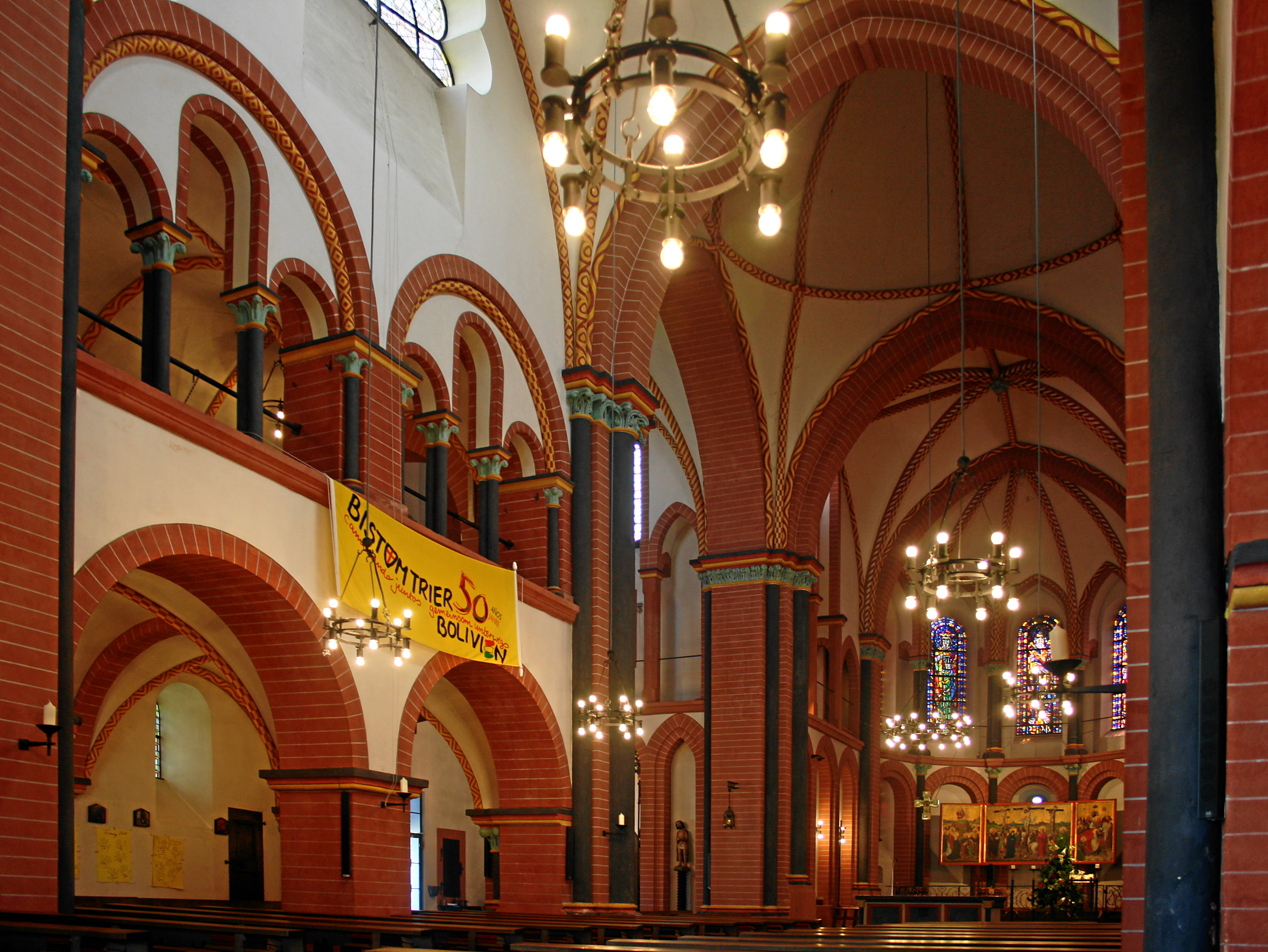
Langhaus nach Ost

Die Pfarrkirche St. Peter in Sinzig ist eine dreischiffige Kreuzbasilika im rheinischen Übergangsstil mit Emporen und oktogonalem Zentralturm in exponierter Lage auf einem in die Ahrmündungsebene der Goldenen Meile hineinragenden, schon in römischer Zeit besiedelten Hügelsporn. Das Bauwerk gilt als einer der „bedeutendsten Sakralbauten der Spätromanik im Rheinland“. Der Kirchenbau wurde um 1225 begonnen, die Altarweihe erfolgte wahrscheinlich Mitte August 1241.

## Geschichte

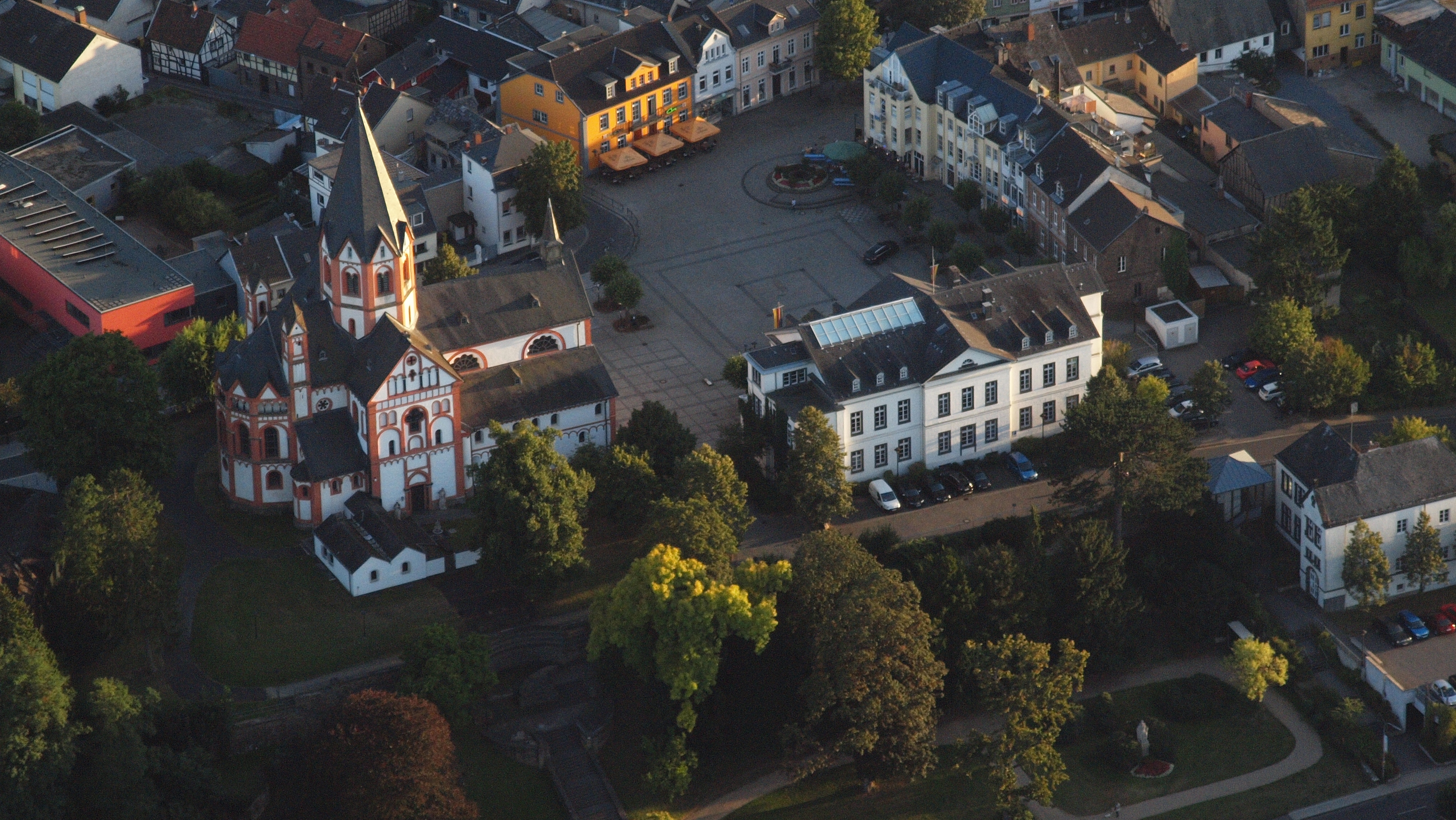
Luftaufnahme der Kirche

Die Kirche ist möglicherweise ein Nachfolgebau der 855 in einer Schenkungsurkunden Kaiser Lothar I. an das Aachener Marienstift erwähnten Peterskapelle. Der Baubeginn der Kirche wird nach Stilvergleichen mit weiteren Kirchen im Rhein-Lahn-Raum um 1225 angenommen, also in den Jahren, in denen Friedrich II. Kaiser war. Konsekrator der Kirche und des Altars war der 1234 zum Bischof geweihte Dominikaner Heinrich I (Henricus de Osiliensis), der während eines Aufenthalts im Mittelrheingebiet auf Bitten und in Vertretung des schwer erkrankten Trierer Erzbischofs Theoderich von Wied († 1242) Weihehandlungen an verschiedenen Kirchen zwischen Sinzig und Boppard vornahm. Aufgrund der Kirchweihe am Tage Mariä Himmelfahrt (1310 erstmals urkundlich belegt) ist für die Weihe der weitgehend fertiggestellten Pfarrkirche St. Peter der 15. August 1241 anzunehmen.
Das Bauwerk wurde 1863/64 nach Plänen des Architekten Ernst Friedrich Zwirner restauriert. Am 28. März 1881 wurde die erste bekannte Orgel von St. Peter eingeweiht, in deren Gehäuse sich heute eine von dem Komponisten und Organisten Peter Bares konzipierte Orgel befindet.

## Architektur
Der Bau wurde in kreuzförmigem Grundriss angelegt. Auch der Charakter eines Zentralbaus ist zu erkennen, da die Querarme nur um Mauerdicke über die Breite der Seitenschiffe hervortreten. Die Kirche hat an den längsten Stellen eine Länge von 33,50 m und eine Breite von 19,83 m. Das Langschiff ist dreigeschossig. Der Chor ist fünfseitig umschlossen, flankiert von zwei Seitenkapellen. Die Vierung ist rechteckig, wird von einer schönen Kuppel überwölbt und von dem imposanten oktogonalen Turm überragt. Das Achteck muss als Zitat des Oktogons des Aachener Doms, wie beim zeitgleich errichteten Castel del Monte in Apulien, verstanden werden. Dies kommt auch dadurch zum Ausdruck, dass die Kuppelhöhe 16,15 m beträgt, welches 50 Karolingischen Fuß (50 römisch L, Fuß und Vertikale des Karls Monogramms) entspricht. Der Turm wird flankiert von zwei kleineren Türmen mit Helmspitze. Bemerkenswert ist das stark gegliederte Maßwerk der Westfassade. Dieses und die Stirnseiten der Querarme zeichnen sich durch vielfältige Blendformen und fantasievolle Fenster- und Giebelöffnungen aus. An der linken Seite des Portals befindet sich die Sinziger Elle, die eine Gesamtlänge von 0,575 m hat. Dieses Maß liegt etwas über der Freiburger (0,54 m) und Frankfurter Elle (0,5473 m). Nahezu baustilgleich, vor allem im Grundriss, ist die Kirche St. Margareta in Düsseldorf-Gerresheim. Vor allem die sehr seltenen Fensterformen (Halbrosette und Kreuz) kommen in beiden Kirchen vor.

## Ausstattung

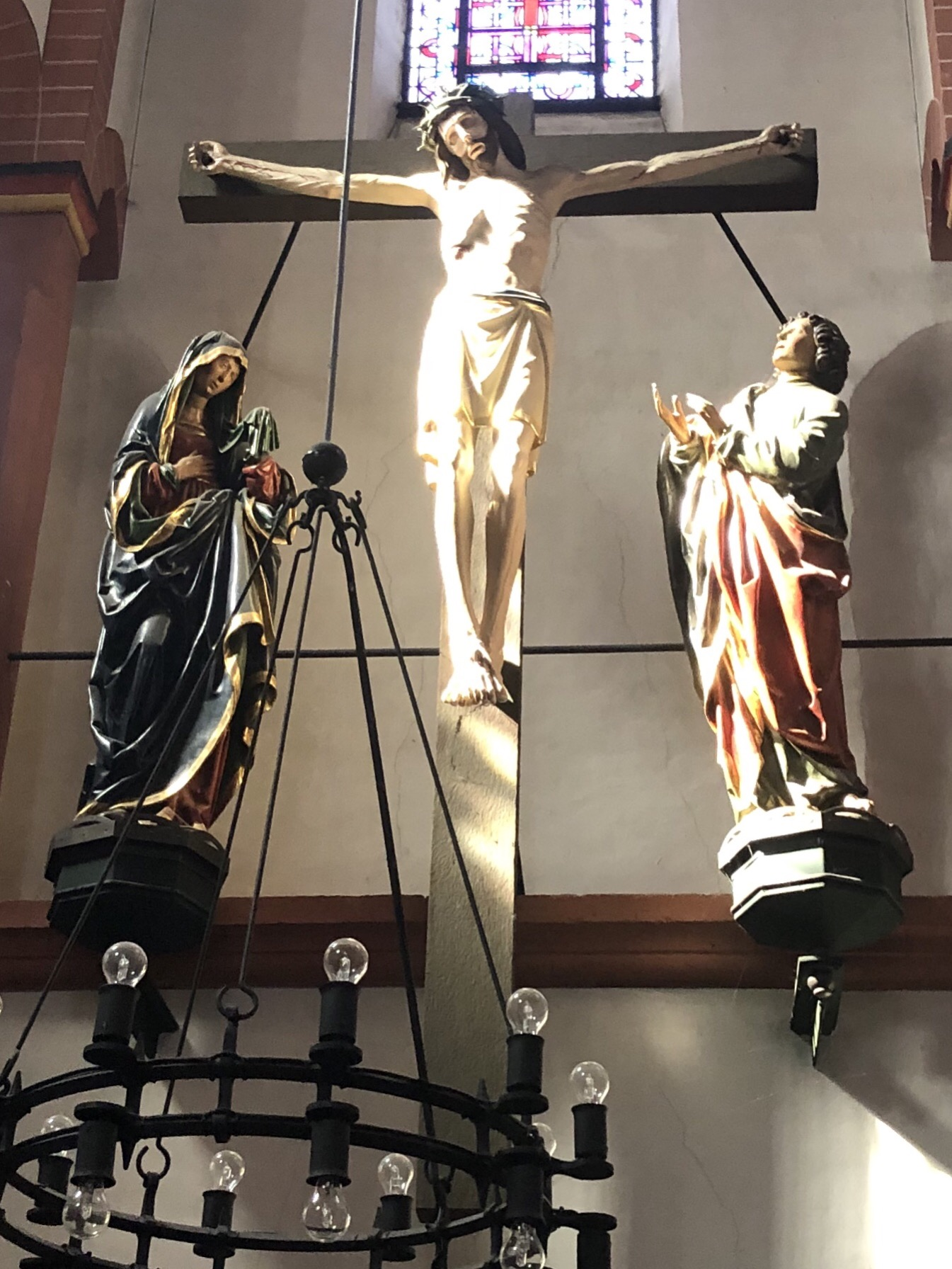
Kreuzigungsgruppe

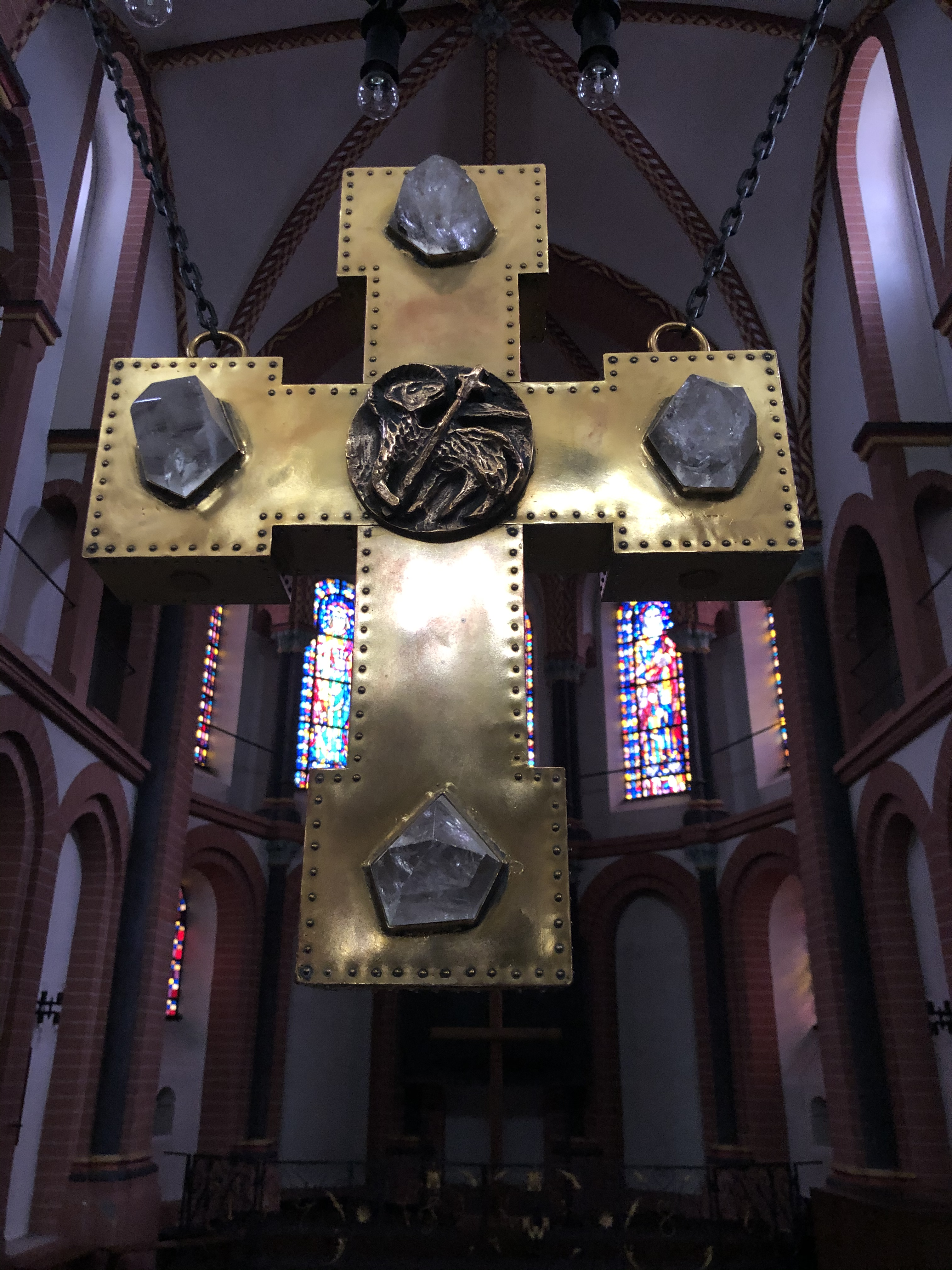
Altarkreuz (ehemaliges Vortragekreuz)

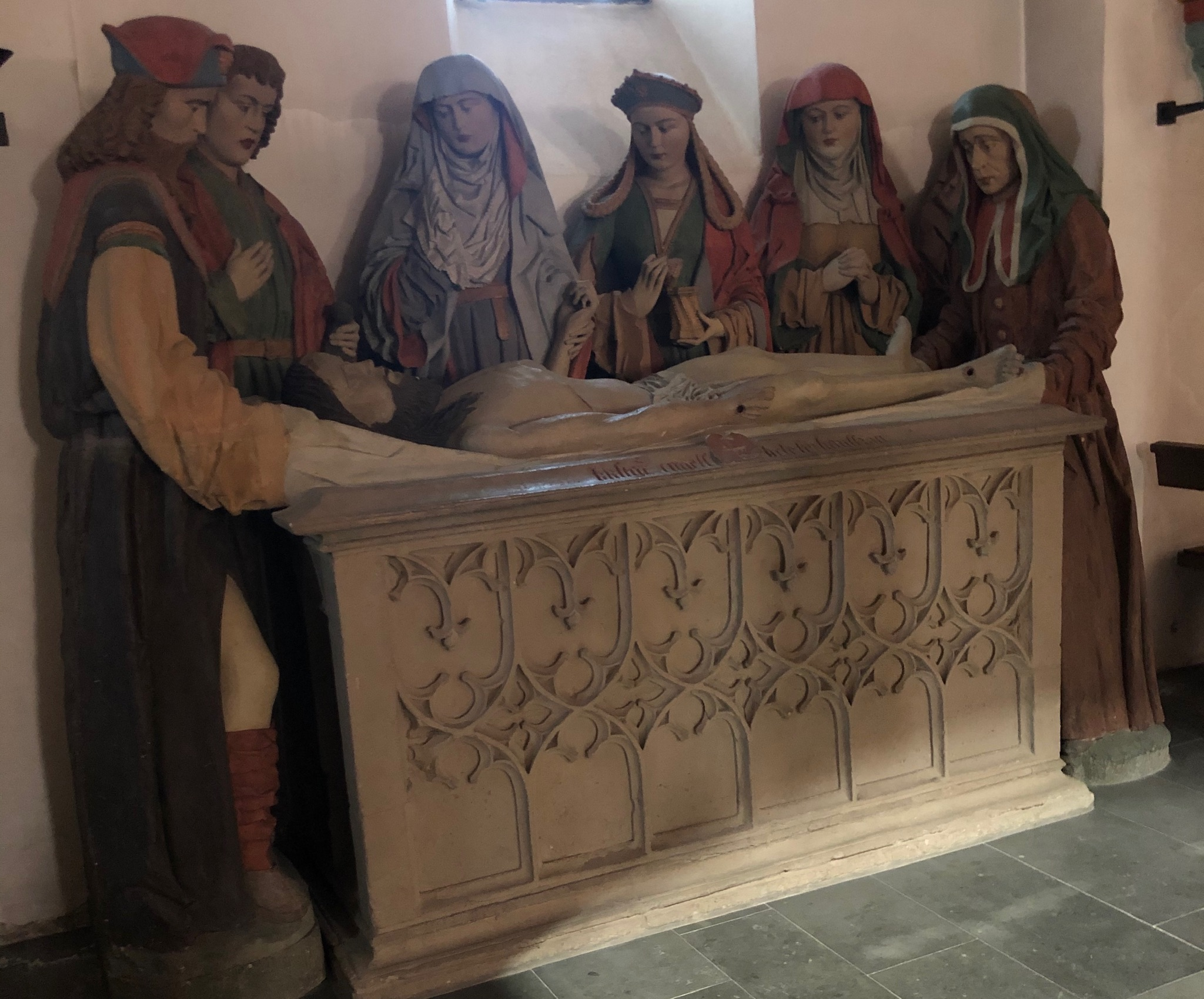
„Heiliges Grab“ um 1500

Unter der Ausstattung hervorzuheben ist der aus dem Jahre 1480 stammende, hochgotische Passionsaltar des Stifterehepaares Johann und Sophie Foehlen, ein mittelrheinisches Triptychon, das die Kreuzigung Christi, Christi Himmelfahrt und den Marientod darstellt. Der Mittelteil, der die Kreuzigung darstellt, zeigt etwas größer als die anderen Anwesenden und zudem etwas entrückt: Die Gottesmutter, den Hl. Johannes sowie die Heiligen Petrus und seinen Bruder Andreas mit ihren typischen Heiligenattributen. Der Künstler wird heute auch als Meister des Sinziger Calvarienberges bezeichnet. Ihm konnten bisher zwei weitere Werke, eines in Aachen und eines in Bad Münstereifel (Triptychon in der Schatzkammer der Stiftskirche) zugeordnet werden. Im nördlichen Chornebenraum befindet sich der spätromanische Taufstein aus Namurer Blaustein, der wohl zu der ursprünglichen Ausstattung der Kirche gehört und somit aus der Zeit um 1240 stammt. Zu den weiteren Inventarstücken gehört die gotische Kreuzigungsgruppe aus dem 16. Jahrhundert, die der Werkstatt von Meister Tilmann aus Köln zugeordnet wird. Noch aus dem Mittelalter gibt es eine Pietà vom Ende des 14. Jahrhunderts aus Holz in der abgeteilten Marienkapelle des südlichen Seitenschiffes. Im Jahr 1932 wurde die Farbfassung erneuert und das Gesicht Christi überschnitzt. Eine sitzende Madonna mit einem bekleideten Jesusknaben von etwa 1340 im südlichen Querhausarm wird als „Kölnische Madonna“ bezeichnet. Ein Schmerzensmann auf einer Kelterschraube, der um 1301/25 entstanden ist, wurde wohl aus einer Figur des hl. Sebastian umgeschnitzt. Bei der Ausmalung der Taufkapelle handelt es sich um die Erstausmalung aus spätromanischer Zeit. Im Boden des südlichen Seitenschiffes ist der sogenannte heilige Vogt von Sinzig (im Volksmund „et Leddermännche“ – das Ledermännchen – genannt) beigesetzt, eine mumifizierte Leiche, die zeitweise als Reliquie verehrt wurde. Die Umbettung an diesen Ort aus der Taufkapelle erfolgte im Frühjahr 2017, die Einsegnung des neuen Grabes durch Weihbischof Michael Peters am 28. Mai. Die Mumie wird mit Vogt Johann Wilhelm von Holbach identifiziert. Sie soll im Jahr 1700, nach einem großen Unwetter, aus ihrer ursprünglichen Grabstelle mit ihrer Lade „ausgeschwemmt“ worden sein. In der Bevölkerung wurde der Leichnam alsbald als „Heiliger Vogt“ verehrt. Nach wechselvollem Schicksal, unter anderem mit einem Aufenthalt in Paris von 1797 bis 1815, wurde die Mumie 1964 zurück in die Kirche verbracht. Eine monumentale steinerne Figurengruppe ist das im nördlichen Seitenschiff stehende „heilige Grab“ aus der Zeit um 1500. Die leicht überlebensgroßen Figuren Rahmen eine mit gotischen Maßwerkblenden verzierte Tumba ein, auf der der Leichnam Jesu ruht. An der Kopfseite steht Joseph von Arimathäa. Weitere Figuren können mit Maria, deren Handhaltung einen Trauergestus zeigt, die Frau des Klopas und mit mittelalterlichen Zöpfen und Salbgefäß: Maria Magdalena identifiziert werden. Bei der Figur zu Füßen des Herren könnte es sich um den gealterten Nikodemus handeln. Gotische Majuskeln in der Grabplatte verweisen auf die Stifter: Die Sinziger Eheleute Christian und Sybille Engels. Zum Kirchenschatz gehören unter anderem das goldene und mit Edelsteinen besetzte Altarkreuz, dass wohl aus einem Vortragekreuz des 16. Jahrhunderts gefertigt wurde und ein Kelch von Hermann Joseph von der Rennen der um 1740 entstanden sein muss.
In den 1960er-Jahren erfolgte eine radikale Innenrenovierung, die die Flächenbemalung auf ein für das Mittelalter untypisches Kalkweiß reduzierte und die über einen langen Zeitraum gewachsene, geschlossene Innenausmalung zerstörte.

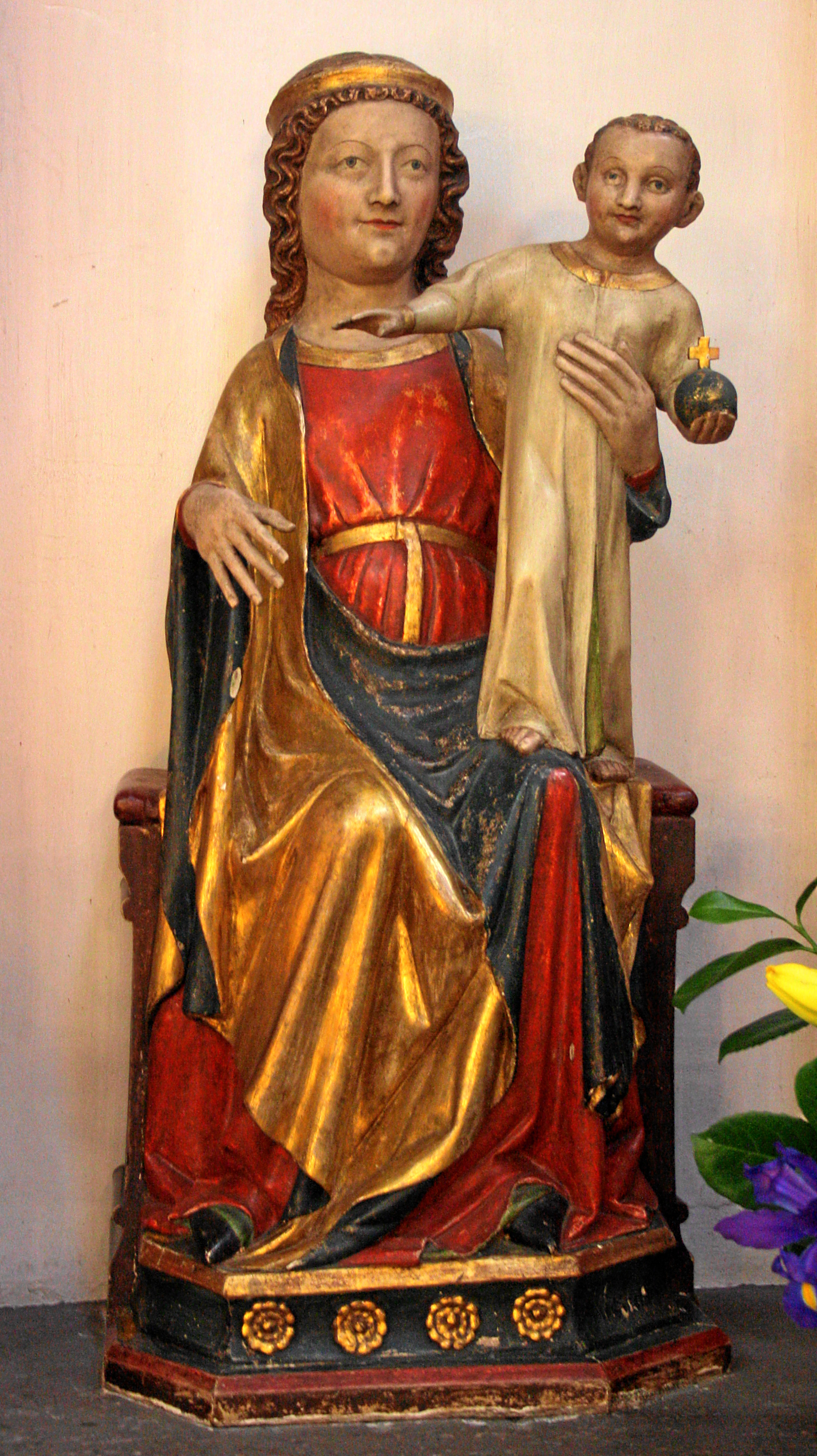
Sitzende Madonna
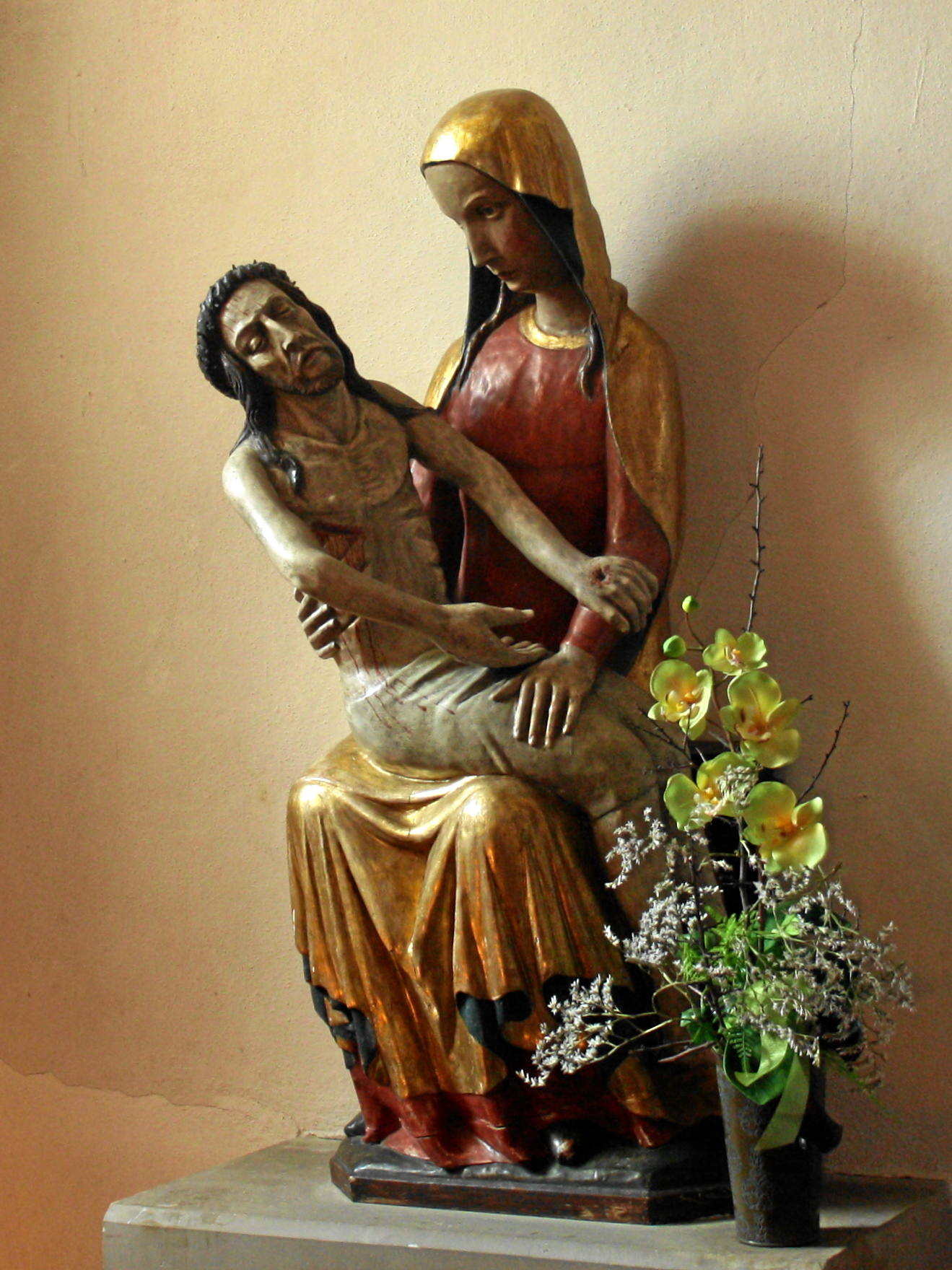
Pièta (mit überschnitztem Jesushaupt)
Triptychon
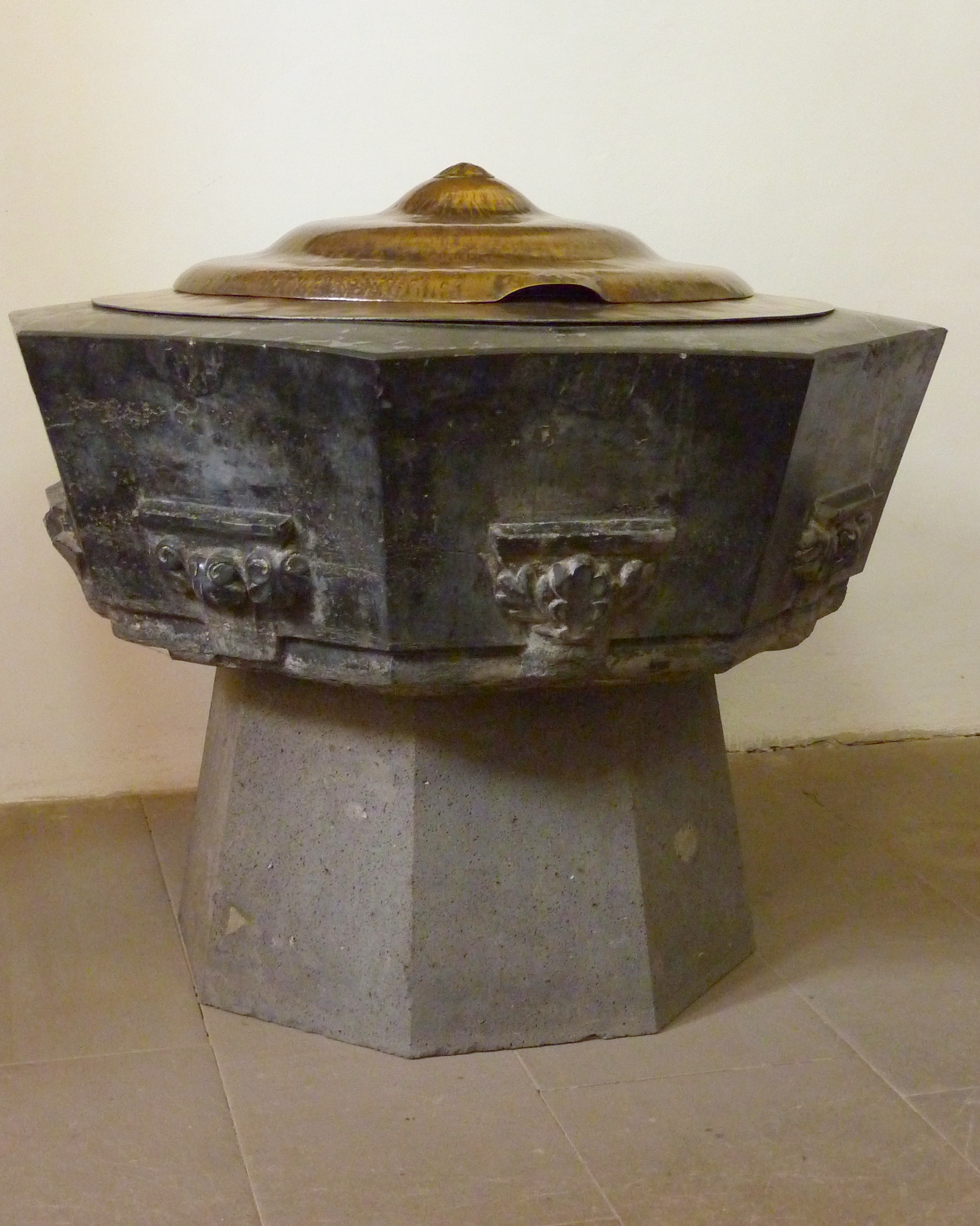
Romanisches Taufbecken
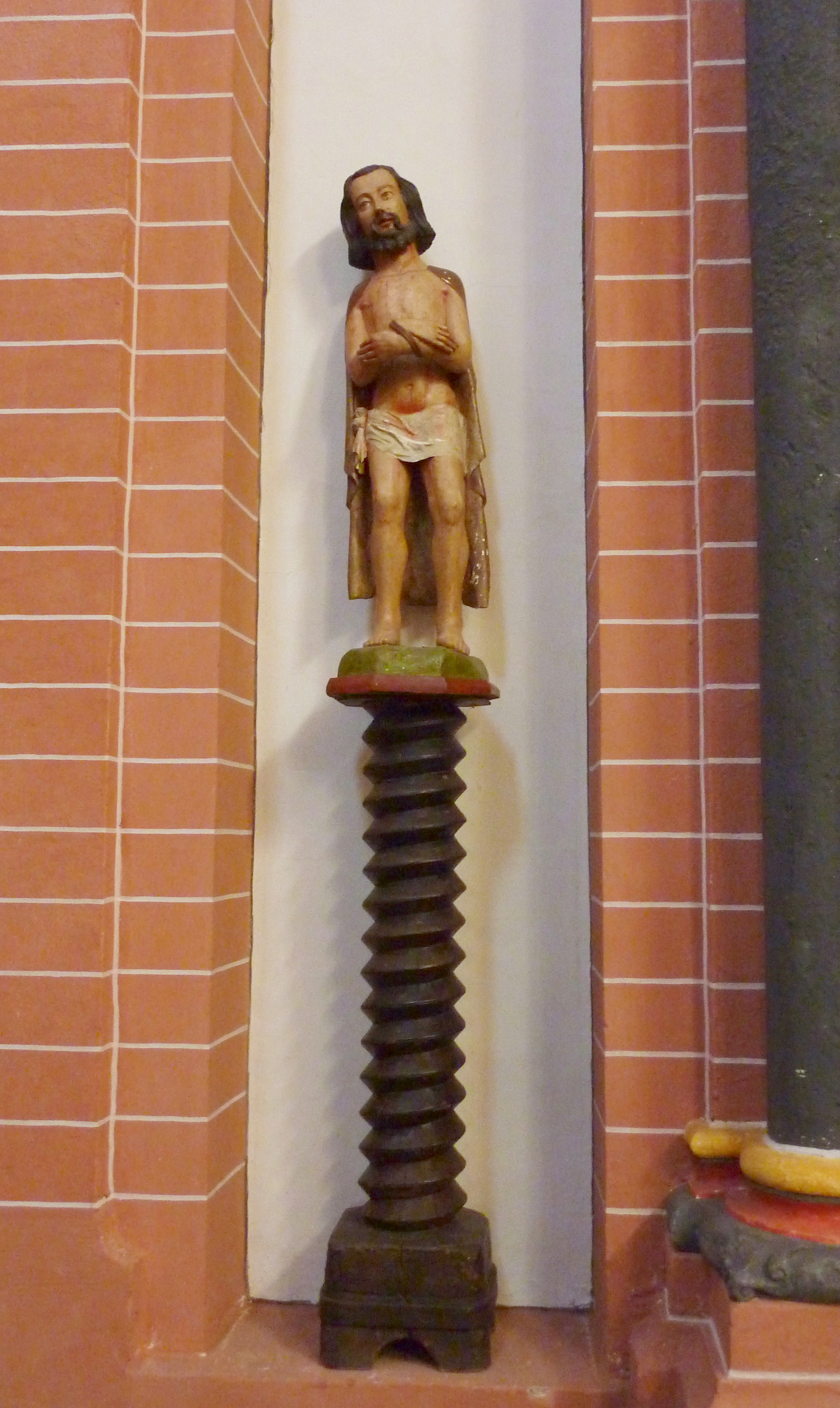
Schmerzensmann
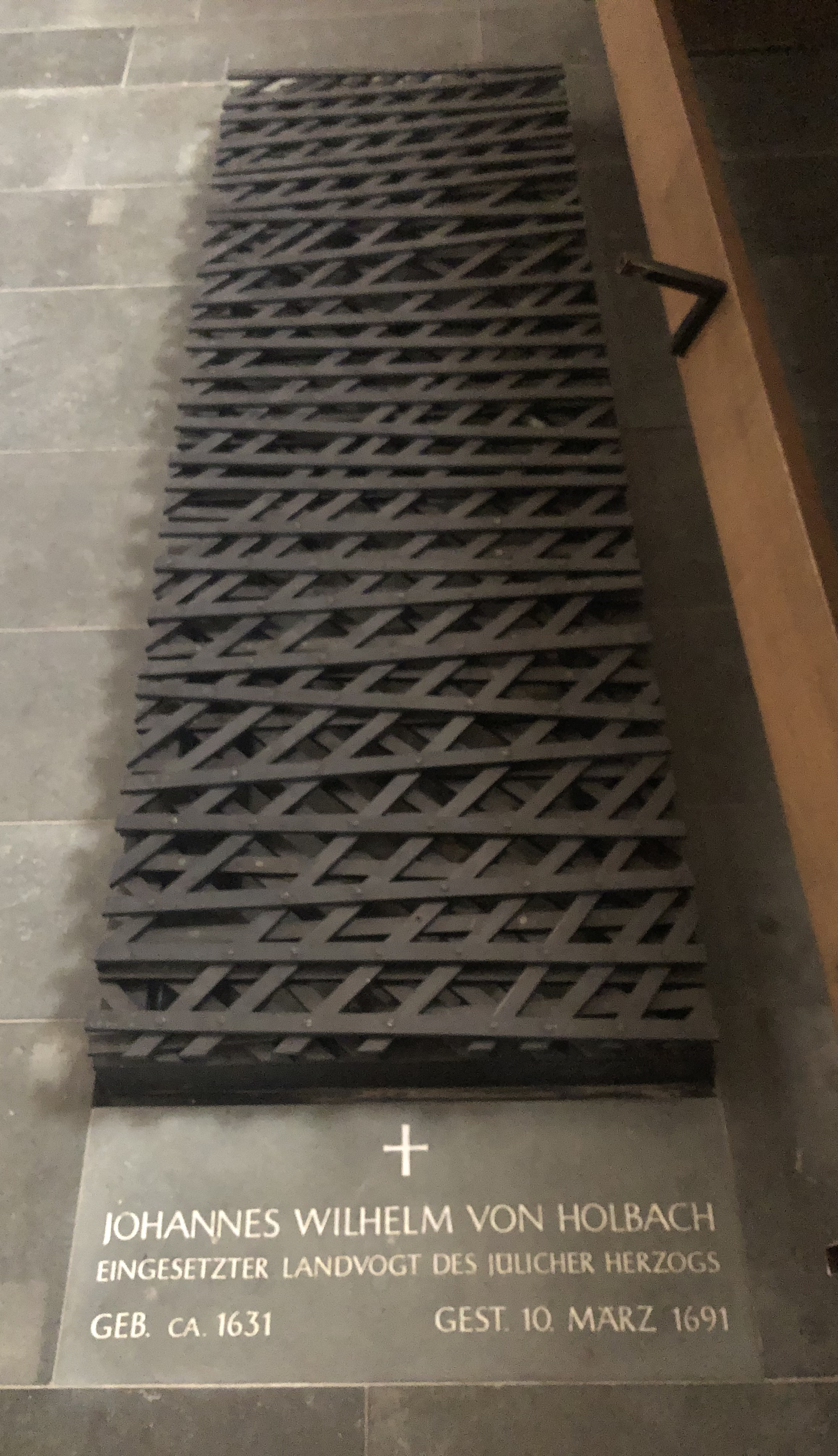
Grab des Wilhelm von Holbach
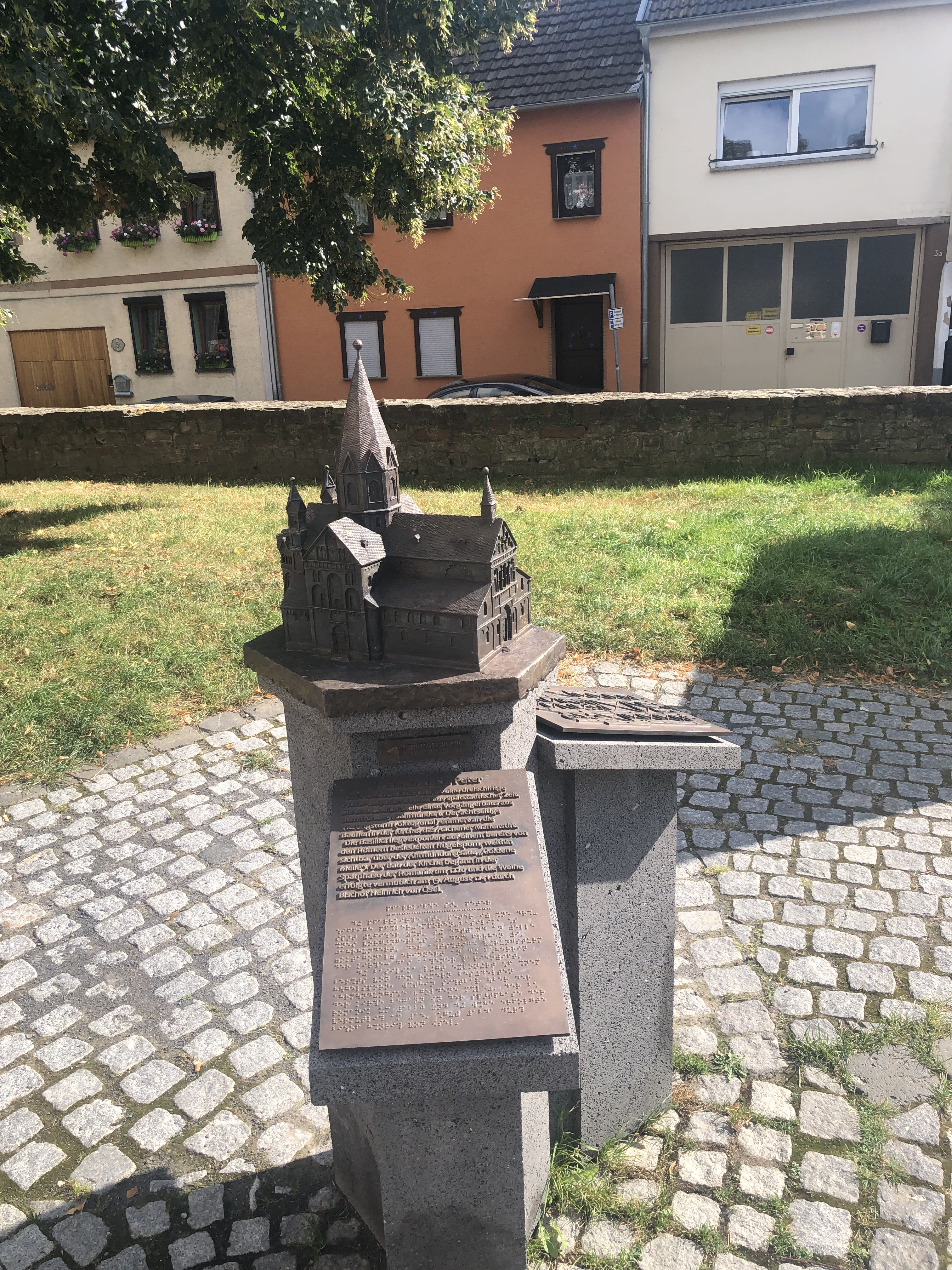
Modell der Kirche
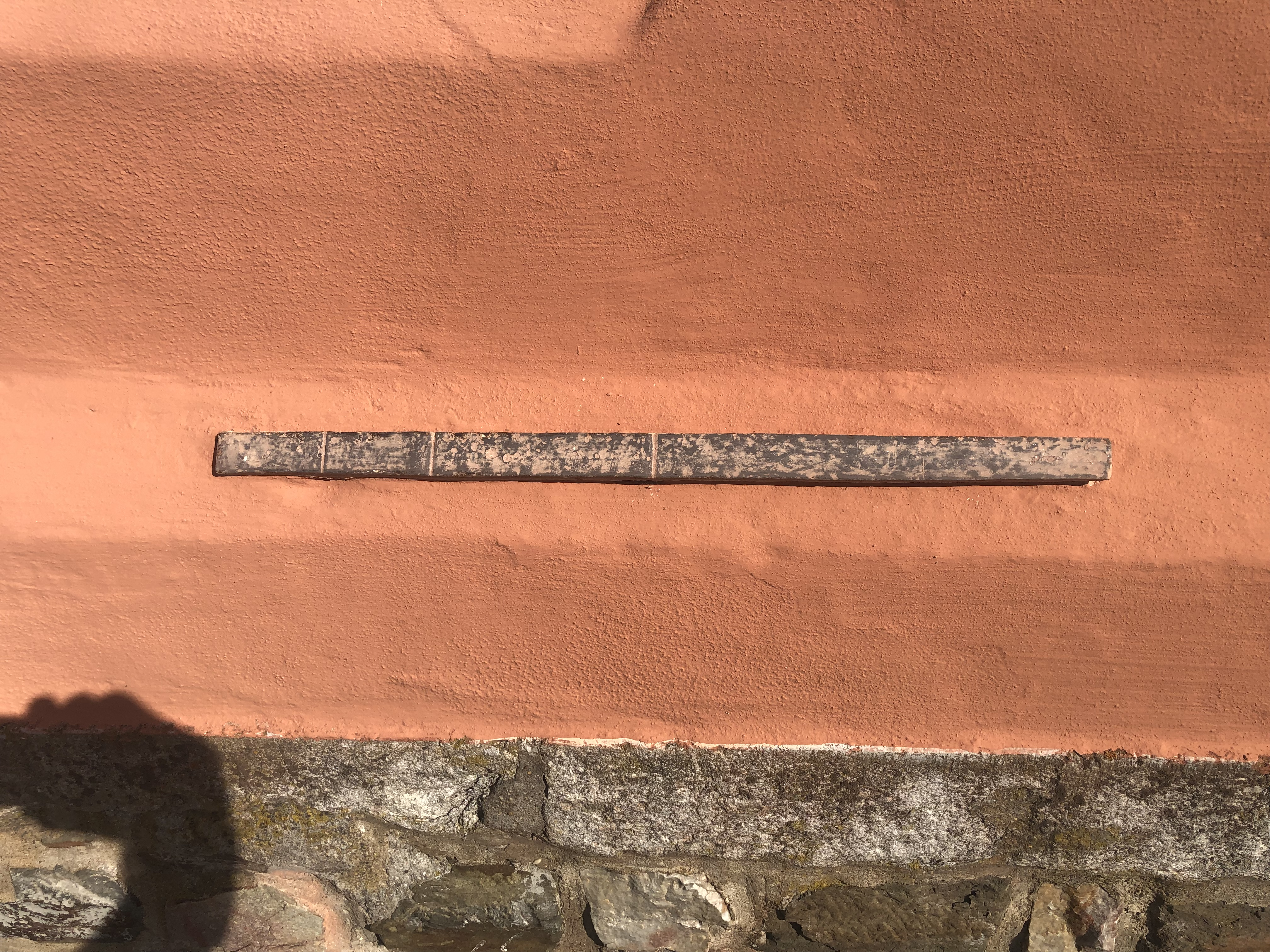
Sinziger Elle
Blick in den Chor 2021
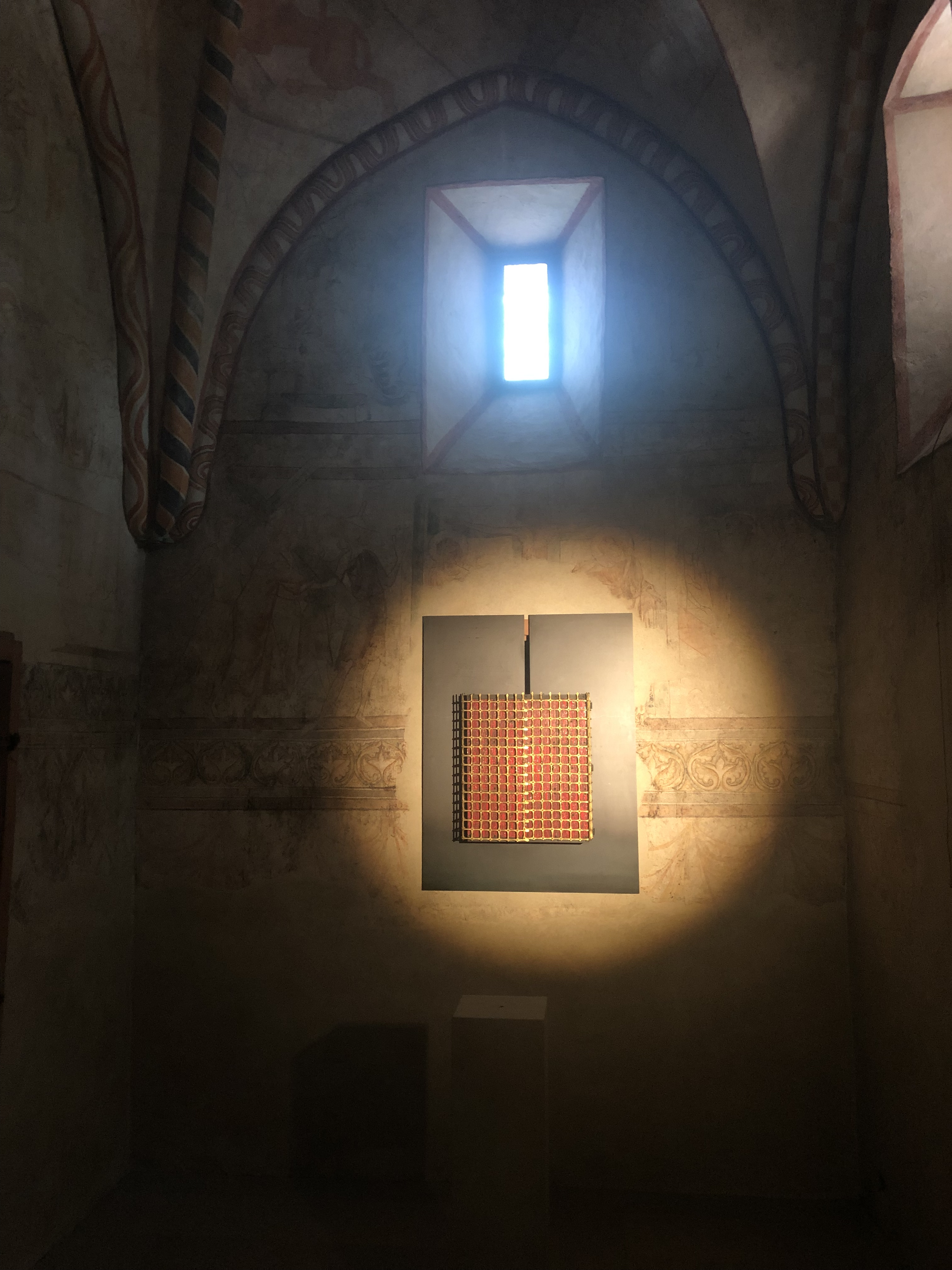
Südliche Seitenkapelle mit Tabernakel

## Orgeln

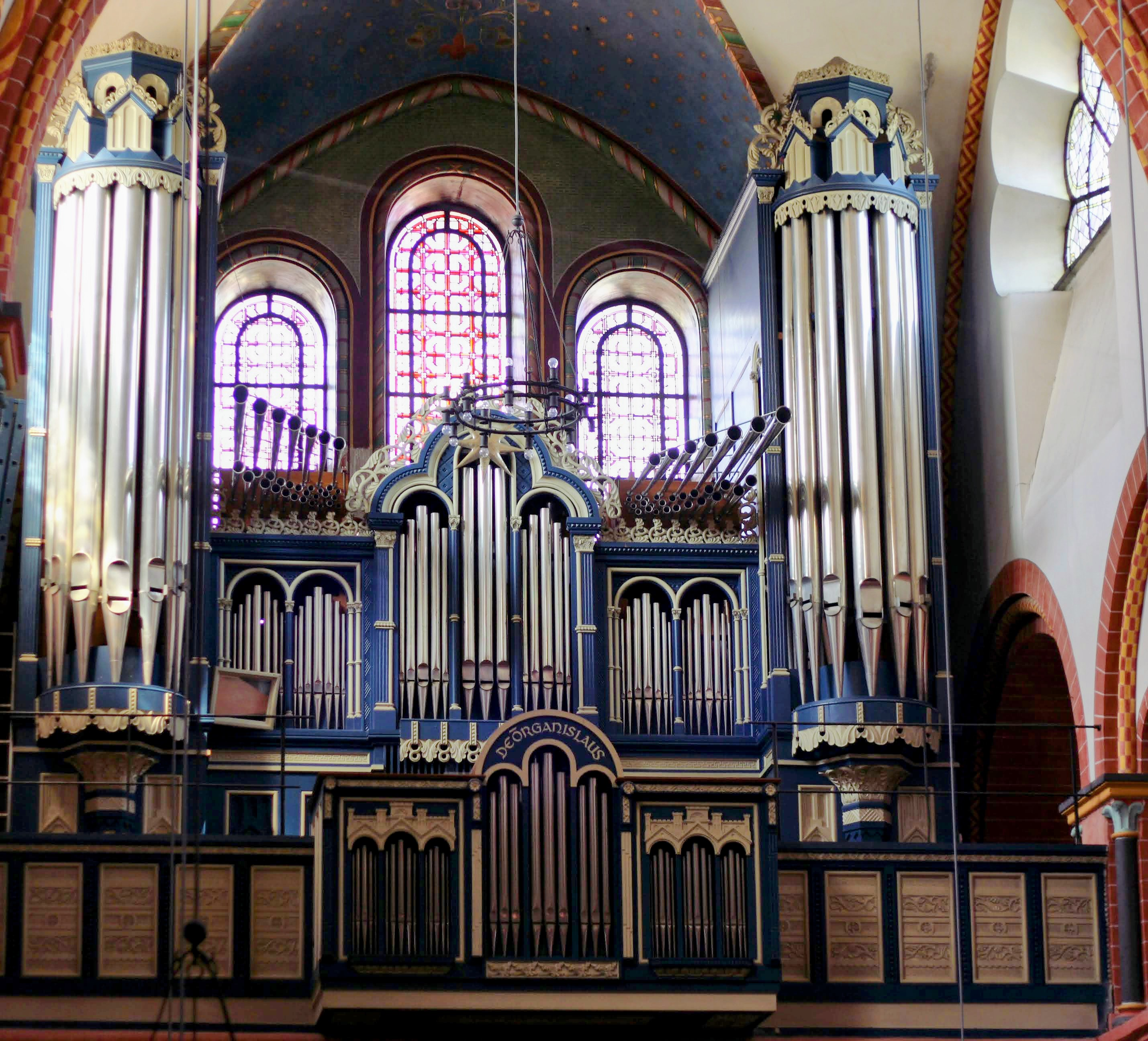
Hauptorgel

Die Hauptorgel auf der Empore an der Westseite des Langhauses mit 45 klingenden Registern wurde 1972 nach Plänen des damaligen Organisten Peter Bares von der Firma E. F. Walcker & Cie. in Ludwigsburg als opus 5295 gebaut. Das Gehäuse wurde aus der 1880 von der Firma Gebr. Breidenfeld (Trier) gebauten Vorgängerorgel übernommen. Das Instrument hat drei Manuale und ein Pedal und weist folgende Disposition auf:
| I Rückpositiv C–c4 |                          |       |
| 1.                 | Quintade                 | 8′    |
| 2.                 | Stillgedeckt             | 8′    |
| 3.                 | Principal                | 4′    |
| 4.                 | Flaute dolce             | 4′    |
| 5.                 | Nachthorn                | 2′    |
| 6.                 | Sesquialter 2-fach       |       |
| 7.                 | Fünfzehnte               | 8⁄15′ |
| 8.                 | Scharff IV               | 1′    |
| 9.                 | Dulcianregal             | 8′    |
|                    | Tremulant (regulierbar)0 |       |
|                    | Xylophon                 | 4′    |
|                    | Xylophon permanent       | 4′    |

| II Hauptwerk C–c4 |                         |         |
| 10.               | Pommer                  | 16′     |
| 11.               | Principal               | 08′     |
| 12.               | Gamba                   | 08′     |
| 13.               | Hohlflöte               | 08′     |
| 14.               | Oberton II–IV           | 05 1⁄3′ |
| 15.               | Octave                  | 04′     |
| 16.               | Spitzgamba              | 04′     |
| 17.               | Nasard                  | 02 ⁄3′  |
| 18.               | Schweizerpfeife         | 02′     |
| 19.               | Mixtur V                | 02′     |
| 20.               | Mollterz                | 016⁄19′ |
| 21.               | Cymbel V                | 01⁄4′   |
| 22.               | Französisch Krummhorn   | 16′     |
| 23.               | Trompete                | 08′     |
|                   | Röhrenglockenton (C–f1) | 08'     |
|                   | Harfe (fis1–c4)         | 32'     |

| III Brustwerk C–c4 (schwellbar) |                          |        |
| 24.                             | Holzgedeckt              | 08′    |
| 25.                             | Rohrflöte                | 04′    |
| 26.                             | Principal                | 02′    |
| 27.                             | Quinte                   | 01 ⁄3′ |
| 28.                             | Oberton II               | 01 ⁄7′ |
| 29.                             | Blockflöte               | 01′    |
| 30.                             | Cymbel IV                | 01⁄2′  |
| 31.                             | Harfenregal              | 16′    |
| 32.                             | Schalmey                 | 08′    |
|                                 | Tremulant (regulierbar)0 |        |
|                                 | Psalterium               |        |

| Pedalwerk C–f1 |                  |         |
| 33.            | Principal        | 16′     |
| 34.            | Subbass          | 16′     |
| 35.            | Octavbass        | 08′     |
| 36.            | Violoncello      | 08′     |
| 37.            | Theorbe III 0    | 06 2⁄5′ |
| 38.            | Quintgedeckt     | 05 1⁄3′ |
| 39.            | Octave           | 04′     |
| 40.            | Gemshorn         | 02′     |
| 41.            | Hintersatz III 0 | 02′     |
| 42.            | Dulcian          | 32′     |
| 43.            | Bombarde         | 16′     |
| 44.            | Fagott           | 08′     |
| 45.            | Trompetenregal 0 | 04′     |

- Schleifladen mit mechanischer Spiel- und elektrischer Registertraktur
- Normalkoppeln: I/II, Sub I/II, III/I, III/II, Sub III/II, Super III/II, I/P, Super I/P, II/P, III/P
- Spielhilfen: Ursprünglich drei freie Kombinationen, steuerbar über eine Schwenktafel zur linken Seite des Organisten, Tutti, heute moderne Setzeranlage
- Beiwerke: Registermanual, Tastenfessel, Mixturensetzer, Percussion, Winddrossel, Buchstabenschiene, Cymbelstern[12]

Von 1979 bis 1992 gab es auf der Nordempore von St. Peter eine kleine Orgel in Form einer Trompeteria. Das Instrument war von der Orgelbaufirma Walcker als opus 5728 erbaut worden und hatte vier Register (C–c3: Trompeta magna 16′, Trompeta da batalla 8′, Clarin brillante 4′, Mixtur V–VIII 4′). Es handelte sich um ein eigenständiges Instrument mit mechanischer Spielanlage, welches zusätzlich mittels elektrischer Trakturen vom dritten Manual der Hauptorgel aus angespielt werden konnte. Die Trompeteria stand im Eigentum des Organisten Peter Bares, der das Instrument 1992 nach St. Peter (Köln) mitnahm. Heute befindet sich auf dem Dach des Orgelgehäuses eine Horizontaltrompete 8′, die vom ersten und dritten Manual ansteuerbar ist.
Ebenfalls 1979 erhielt die Kirche ein Altarpositiv als opus 5749 der Firma Walcker. Den künstlerischen Schmuck schuf Günter Oellers aus Linz (Rhein). Das Instrument hat vier Register (Nachthorngedeckt 8′, Rohrpfeife 4′, Blockflöte 2′ Rauschzymbel II 1 1⁄3′+1′) auf einem Manual mit einem Tastenumfang Contra A–f3.
Restaurierung der Orgel 2018/19
Im Laufe der Jahre kam es immer wieder zu Störungen an der Orgel, vor allem im Bereich der Technik. Anfang 2018 war das Rückpositiv durch einen Teilausfall der elektropneumatischen Registertraktur nicht mehr spielbar. Kleinste Temperaturschwankungen setzten dem sensibel gewordenen Instrument schwer zu. Spielhilfen wie zum Beispiel Koppeln waren nur bedingt oder manchmal gar nicht verwendbar. Daraus resultierte, dass es immer schwieriger wurde, die Orgel in der Liturgie oder gar in Konzerten adäquat einzusetzen. Aus diesem Grund beschloss der Pfarrverwaltungsrat im Dialog mit Fachleuten aus dem Bistum Trier die Restaurierung der Orgel.
In den Jahren 2018/19 wurde die Orgel durch die Orgelbaufirma Klais umfangreich restauriert. Bei der Restaurierung wurde großen Wert darauf gelegt, das Klangkonzept von 1972 beizubehalten. Neben einer gründlichen Reinigung des Pfeifenwerks wurde die Technik, die in weiten Teilen nicht mehr den heutigen Sicherheitsanforderungen entsprach, ersetzt. Die störanfällige pneumatische Registertraktur wurde gegen Schleifenzugmagnete der Firma Laukhuff (Weikersheim) ausgetauscht. Im Bereich der mechanischen Spieltraktur wurden die Aluminiumdrähte entfernt und gegen Verbindungen aus Holz ersetzt. Eine Setzeranlage der Firma Sinua (Düsseldorf) wurde eingebaut. Durch diese Anlage lässt sich das Klangspektrum der Orgel durch freie Koppeln und vieles Andere mehr erweitern. Durch die Auslagerung eines Teils der größten Pfeifen des Hauptwerks (Pommer 16′ und Principal 8′) sowie der Schlagwerke in ein externes Gehäuse wurde Platz geschaffen für Wartungsarbeiten innerhalb des Gehäuses, die bis dahin durch enormen Platzmangel nicht zumutbar waren. Die eigens gefertigten Gehäuse befinden sich zu der linken und rechten Seite des Orgelgehäuses in den Rundbögen der Empore und sind von unten optisch kaum wahrnehmbar. Heute zeigt sich die Orgel in der klanglichen Gestalt, die ihr 1972 verliehen und bereits in den 1970er und 1980er Jahren auf zahlreichen Aufnahmen festgehalten wurde: Ein Instrument mit besonderer Betonung auf die ungewöhnlichen Oberton-Klangmischungen und Schlagwerke, die zum Experimentieren einladen und durch die technischen Erweiterungen der jüngsten Zeit der Phantasie des Organisten fast keine Grenzen mehr setzen.

## Glocken
Das Geläut der Sinziger Pfarrkirche St. Peter ist „von hohem kultur- und lokalgeschichtlichen Wert“ und setzt sich wie folgt zusammen:
| Nr. | Name                      | Gussjahr | Gießer | Durchmesser (mm) | Masse (kg) | Nominal (16tel) | Anmerkungen                                        |
| --- | ------------------------- | -------- | ------ | ---------------- | ---------- | --------------- | -------------------------------------------------- |
| 1   | Petrusglocke              | 1981     |        |                  |            | cis1            | Stiftung, u. a. vom Kirchenorganisten Peter Bares. |
| 2   | Marienglocke              | 1299     |        | 1440             | 1.200      | dis1 +2         |                                                    |
| 3   | Jesus-Maria-Petrus-Glocke | 1462     |        | 1350             | 1.700      | e1 −6           |                                                    |
| 4   | Angelusglocke             | 1451     |        | 500              | 890        | h1 +5           |                                                    |
| 5   | Sine nomine               | 1402     |        | 730              | 300        | e2              |                                                    |
| 6   | Täuferglocke              | 1661     |        | 720              | 250        | d3 +8           | Schlagglocke des Uhrwerks                          |